# Martin Ziegler (Schriftsteller)
Martin Ziegler (* 28. Januar 1956 in Stuttgart) ist ein deutsch-französischer Autor, Filmemacher und Übersetzer.

## Leben
Martin Ziegler verbrachte seine Kindheit in Stuttgart und auf der Schwäbischen Alb. Mit 17 Jahren verließ er Deutschland und studierte, nachdem er vom Studium der Malerei abgesehen hatte, Linguistik, Literaturwissenschaft, Philosophie und Kunstgeschichte in Rouen und Paris (an der Sorbonne und am Institut catholique).
Von 1979 bis 1984 arbeitete er mit Michel Foucault an einer Promotion über die Biografie in der Antike und die mittelalterliche Hagiografie. In diese Zeit fallen zahlreiche Reisen in Europa und Afrika. 1979 begann er bei den Éditions du Seuil als Lektor und Assistent von François Wahl zu arbeiten. Die Jahre des Studiums und der Verlagsarbeit gaben Gelegenheit zu prägenden Begegnungen, nicht zuletzt mit Pierre Klossowski, Paul Veyne, Joseph Beuys, Severo Sarduy, Françoise Dolto, Stanislas Breton.
Nach verschiedenen Publikationen in Zeitschriften, v. a. in URBI, veröffentlichte er 1986 seine erste Erzählung La Suite des temps bei den Éditions de l'Aube, die u. a. von Julien Gracq und André du Bouchet zur Kenntnis genommen wurde. 1990 folgte ein Band mit kurzen Texten beim selben Verlag (Duel, idylle, adresse); in der Folge veröffentlichte Martin Ziegler seine Erzählungen und Gedichte hauptsächlich bei seinem neuen Verlag Éditions L. Mauguin. Seit dieser Zeit ist er regelmäßig zu Lesungen seiner Texte in Frankreich, aber auch darüber hinaus, wie in Prag, Bremen oder Heidelberg, eingeladen.
Von 1995 bis 1997 wirkte er an der von Bernard Desportes gegründeten Zeitschrift Ralentir Travaux mit, insbesondere an der Ausgabe Nr. 7 (Parce que le soleil faisait le paon sur le mur), die Maurice Blanchot gewidmet war.
Seit 2010 widmet er sich, während er seine Arbeit als Autor fortführt, der Produktion von Spielfilmen; an Nice Lago, dem ersten Film, beteiligte sich auch Jean-Luc Nancy. Martin Ziegler führt dabei alle Etappen der Herstellung persönlich durch: von Drehbuch und Regie bis zu Montage und Postproduktion.

## Werke

### Bibliografie
- La Suite des temps, La Tour d'Aigues: éditions de l'Aube 1986.
  - Dt.: Adauktus oder die Fügung der Zeit, übersetzt von Elisabeth Madlener, Stuttgart: Verlag Jutta Legueil 1992.
- Duel, idylle, adresse, La Tour d'Aigues: éditions de l'Aube 1991.
- Ô ter abcède, Paris: éditions L. Mauguin 1997.
- Vitres griffées éteintes, Paris: éditions L. Mauguin 1998.
- Chemins à fleur autrement blancs, Paris: éditions L. Mauguin 2000.
- Par le recouvrement du pas, Studioaufnahme der vom Autor gelesenen Gedichte, CD, Paris: éditions L. Mauguin 2002.
- Vers un jour de buis, Paris: éditions L. Mauguin 2003.
  - Dt. (Auszüge): „Buchsbaumtagwärts“, übersetzt von Martin Ziegler, in: Akzente (2), April 2005, S. 160–164.
- Comme il en irait du venir en souffrance, Paris: éditions L. Mauguin 2005.
- Notes Laura Fiori, Paris: éditions L. Mauguin 2011.
- Foery, Paris: éditions L. Mauguin 2011.
- „Réflexions sur une langue en souffrance (à partir des Poèmes de Samuel Wood)“
  - Dt.: „Überlegungen zu einer ausstehenden Sprache (ausgehend von den Gedichten von Samuel Wood)“, als Nachwort in: Louis-René des Forêts: Gedichte von Samuel Wood. Französisch und deutsch, übersetzt von Jonas Hock, Wien/Berlin: Turia + Kant 2015, S. 59–93.

### Filme
- Nice Lago, 2011
- The Seven Sisters, 2013
- Gon' (Alice), 2014
- With Out, 2014
- VWaR, 2015
- Joyce - Bande annonce , 2019

### Übersetzungen (Auswahl)
- Hannah Arendt, La philosophie de l'existence, Payot & Rivages, 2000.
- Heinrich Böll, Le train était à l'heure, Gallimard – Folio bilingue, 1993. [Der Zug war pünktlich]
- Werner Hamacher, „Approches - De quelques chiasmes de chaque événement“, in: Cahiers de l'Herne 83 (Jacques Derrida) 2004, S. 179–184.
- Franz Kafka, La métamorphose, Ecole des Lettres/Editions du Seuil, 1993. [Die Verwandlung]
- Heinrich von Kleist, La Marquise d'O..., Le Duel, Gallimard – Folio bilingue, 1992.
- Jean-Luc Parant, Wie eine kleine Erde, blind, (mit Elke Rümmelein), Verlag Jutta Legueil, Stuttgart, 1990. [Comme une petite terre aveugle]
- Paul Parin, Trop de diables dans le pays, Editions L. Mauguin, 1997. [Zu viele Teufel im Land. Aufzeichnungen eines Afrikareisenden]
- Rainer Maria Rilke, Lettres à un jeune poète, Ecole des Lettres/Editions du Seuil, 1992. [Briefe an einen jungen Dichter]
- Thomas Strittmatter, Musique de lait, Editions L. Mauguin, 1997. [Milchmusik. Zwei Monologe]
- Klaus Theweleit, Digue et flux: Le rituel des défilés de masses nazis, URBI/Mardaga, 1980.

## Preise
- 1998, Prix Claude Sernet
- 2003, Kogge-Literaturpreis